# Municipio de Buckheart
El municipio de Buckheart (en inglés, Buckheart Township) es una subdivisión administrativa del condado de Fulton, Illinois, Estados Unidos. Según el censo de 2020, tiene una población de 1315 habitantes.

## Geografía
Está ubicado en las coordenadas 40°29′44″N 90°2′51″O / 40.49556, -90.04750. Según la Oficina del Censo de los Estados Unidos, tiene una superficie total de 92.5 km², de la cual 90.0 km² corresponden a tierra firme y 2.5 km² son agua.

## Demografía
Según el censo de 2020, hay 1315 personas residiendo en la zona. La densidad de población es de 14.6 hab./km². El 94.37% de los habitantes son blancos, el 0.46% son afroamericanos, el 0.30% son amerindios, el 0.38% son asiáticos, el 0.15% son de otras razas y el 4.33% son de una mezcla de razas. Del total de la población, el 0.91% son hispanos o latinos de cualquier raza.